# Europese kampioenschappen boogschieten 1970 (outdoor)
De Europese kampioenschappen boogschieten 1970 waren door de Fédération Internationale de Tir à l'Arc (FITA) georganiseerde kampioenschappen voor boogschutters. De tweede editie van de Europese kampioenschappen vond plaats in het Tsjechoslowaakse Hradec Králové van 10 tot en met 11 juli 1970.

## Resultaten

### Individueel
|        | Heren           | Dames              |
| ------ | --------------- | ------------------ |
| Goud   | Viktor Sidoruk  | Anna-Lisa Berglund |
| Zilver | Arne Jacobsen   | Emma Gapchenko     |
| Brons  | Kyösti Laasonen | Ewa Suits          |

### Team
|        | Heren                                          | Dames                                             |
| ------ | ---------------------------------------------- | ------------------------------------------------- |
| Goud   | Armand de Preter René De Hondt Robert Cogniaux | Emma Gapczenko Ewa Suits Tatiana Obrazcowa        |
| Zilver | Kyösti Laasonen Jorma Sandelin Arvo Huttunen   | Maria Mączyńska Irena Szydłowska Hanna Brzezińska |
| Brons  | Viktor Sidoruk ?                               | Ágnes Hamvas ?                                    |